# 天主教羅賴馬教區
天主教羅賴馬教區（拉丁語：Dioecesis Roraimensis），是巴西一個天主教教區，位於北部羅賴馬州（座堂位於州府博阿維斯塔）。屬馬瑙斯總教區。
1934年9月21日設里奧布蘭科宗座署理區，1940年4月30日升為自治監督區。1979年10月16日升為教區。2010年有教友215,000人，佔總人口61.4%。有十個堂區、司鐸四十七人。現任教區主教為羅格·帕洛斯基。